# Русија Маринковић
Русија Маринковић (Зебинце, 6. јун 1938 — Београд, 19. мај 2021) била је српска књижевница, писац за децу и одрасле, академик Српске Краљевске Академије Иновационих Наука (СКАИН). 

## Биографија
Рођена 6. јуна 1938. године у Зебинцу, општина Владичин Хан, од оца Цветка и мајке Русанде Милосављевић. Због поратних прилика и смрти оца, Русија Маринковић је касније пошла у школу. Прва четири разреда је завршила у селу Јастребцу за две године. Учитељи су убедили њену мајку да је даље школује. Четири разреда ниже гимназије завршила је, уз материјалне муке; три године у Владичином Хану и годину дана у Врању.
По успешном завршетку ниже гимназије уписала се у Школу за планинско газдовање у Сурдулици. Није се уписала на факултет који је толико желела и увек сањала, о академском звању.
Удала се за Чедомира Маринковића, инжењера из Масурице, код Сурдулице. Са њим је добила кћерку Биљану и сина Предрага. Од 1961. живи  у Владичином Хану.
Године 1964. почиње да ради у предузећу „Водопривредна организација Ерозија - Владичин Хан“ као приправник, а потом као руководилац  на биолошким  радовима у сливу и грађевинским радовима у кориту реке.
Русија Маринковић је била активан друштвено-политички радник у предузећу. Два мандата била је председник синдиката. Борила се за права радника и да каса увек буде пуна. Слала је раднике на бесплатно бањско лечење. Била је и председник самоуправне радничке контроле. Борила се против криминала у предузећу. Пет година је била поротник у суду Удруженог рада. За свој рад добила је признања и захвалнице.
1990. године  Русија Маринковић је отишла у инвалидску пензију са двадесет шест година непрекидног стажа у истој фирми и педесет две године старости.
Одмах је почела да сарађује са РТВ Београд у емисији „Караван“. Десет година (1990.-2000) је слала хумористичко-сатиричке одговоре који су скоро редовно читани на радију. Инспирисана тим радовима, почела је да пише.

## Дела
- КРИЛАТЕ ПЕСМЕ, ПЕСМЕ ЗА ДЕЦУ - БИЉОПИТАЛИЦЕ (2017, ПРОСВЕТА, БЕОГРАД)
- ЖУЉЕВИТО СРЦЕ, ПЕСМЕ ЗА ОДРАСЛЕ (2017, ПРОСВЕТА, БЕОГРАД)
- У ПОНОРУ УМА, РОМАН ЗА ОДРАСЛЕ (2017, ПРОСВЕТА, БЕОГРАД)
- ЧИК ПОГОДИ, ПЕСМЕ ЗА ДЕЦУ - ЗООПИТАЛИЦЕ (2015,SVEN, НИШ-БЕОГРАД)
- КОГА СРЕЋА СРЕТНЕ, РОМАН ЗА ОДРАСЛЕ (2014, ПРОСВЕТА, БЕОГРАД)
- ИЗНАД СЕБЕ, РОМАН ЗА ОДРАСЛЕ (2012, ПАРТЕНОН, БЕОГРАД)
- СТВАРЧУГЕЛА И ОСТАЛЕ СТВАРИ, ЗБИРКА ПЕСАМА ЗА ДЕЦУ (2011, КЊИЖЕВНА ЗАЈЕДНИЦА ЈУГОСЛАВИЈЕ, БЕОГРАД – НАГРАДНО ШТАМПАЊЕ)
- СВЕ ШТО ЗНАМ О АНИ, РОМАН ЗА МЛАДЕ И ОДРАСЛЕ (2009, ПРОСВЕТА, БЕОГРАД)
- УЧЕЊАК И ДРУЖИНА ПАМЕТЊАКА, ПРИЧА ЗА ДЕЦУ ИЗ ЕКОЛОГИЈЕ (2007 – ДРУГО ИЗДАЊЕ 2008, ФОНД ЗА ЕКОЛОГИЈУ ОПШТИНЕ УБ, ГЛАС ТАМНАВЕ – ПАЛМАПРЕС УБ)
- ЦИПЕЛЕ ОД МАСЛАЧКА, ЗБИРКА ПЕСАМА ЗА ОДРАСЛЕ (2005, РАДИНГ, БЕОГРАД)
- МЕРМЕРНИ ДВОРАЦ, ПРИЧЕ ЗА ДЕЦУ (2005, КЊИЖЕВНА ЗАЈЕДНИЦА ЈУГОСЛАВИЈЕ, БЕОГРАД)
- ЧАРОЛИЈА, ПЕСМЕ ЗА ДЕЦУ, БИЉОПИТАЛИЦЕ (2004, КЊИЖЕВНА ЗАЈЕДНИЦА ЈУГОСЛАВИЈЕ, БЕОГРАД)
- ЖЕЛИМ ДА ВАС ЧЕШЋЕ ВИЂАМ, ПЕСМЕ ЗА ДЕЦУ (ГРУПА АУТОРА) (2001, КЊИЖЕВНА ЗАЈЕДНИЦА ЈУГОСЛАВИЈЕ, БЕОГРАД)
- ЧАРОБНИ КЉУЧИЋ, ПЕСМЕ ЗА ДЕЦУ (2003, КЊИЖЕВНА ЗАЈЕДНИЦА ЈУГОСЛАВИЈЕ, БЕОГРАД)
- МОЛИМ ВАС ЛЕПО, ПЕСМЕ ЗА ДЕЦУ (2001, КЊИЖЕВНИ КЛУБ „БРАНКО ЋОПИЋ“, БЕОГРАД)

## Награде и признања
- 2017 - УДРУЖЕЊЕ КЊИЖЕВНИКА „БРАНКО МИЉКОВИЋ“, НИШ

ПОВЕЉА ЗА ЖИВОТНО КЊИЖЕВНО СТВАРАЛАШТВО И ВЕЛИКЕ ЗАСЛУГЕ МАНИФЕСТАЦИЈЕ „МИЉКОВИЋЕВИХ ВЕЧЕРИ“ ПОЕЗИЈЕ И СКУЛПТУРА БРАНКО МИЉКОВИЋ
- 2016 - УДРУЖЕЊЕ КЊИЖЕВНИКА „БРАНКО МИЉКОВИЋ“, НИШ

ПОВЕЉА – ЗА ВЕЛИКЕ ЗАСЛУГЕ МИЉКОВИЋЕВИХ ВЕЧЕРИ ПОЕЗИЈЕ
- 2015 - УДРУЖЕЊЕ КЊИЖЕВНИКА „БРАНКО МИЉКОВИЋ“

ПОВЕЉА И СКУЛПТУРА „ЦАРИЦА ТЕОДОРА“ ЗА ВЕЛИКЕ ЗАСЛУГЕ „МИЉКОВИЋЕВИХ ВЕЧЕРИ“ ПОЕЗИЈЕ
- 2015 - СПЕЦИЈАЛНО ПРИЗНАЊЕ АКАДЕМИЈЕ ИВО АНДРИЋ ЗА РОМАН КОГА СРЕЋА СРЕТНЕ
- 2012 - КАЗАНЛК, БУГАРСКА

НАГРАДА „АРТ КВАДРАТ“ НА КОНКУРСУ „БЕЛОЦВЕТНИ ВИШНИ“
- 2012 - КУЛТУРНО ПРОСВЕТНА ЗАЈЕДНИЦА ОПШТИНЕ СЕЧАЊ И БАНАТСКИ КУЛТУРНИ ЦЕНТАР ИЗ НОВОГ МИЛОШЕВА

ПОХВАЛА НА КОНКУРСУ ЉУБАВНЕ ПОЕЗИЈЕ „СИЈА КЊИГА МАЈКЕ АНГЕЛИНЕ“
- 2011 - КУЛТУРНИ ЦЕНТАР БАРАЈЕВО

ПОХВАЛА ЗА ПОЕЗИЈУ  ЗА ДЕЦУ НА КОНКУРСУ „ЈОВАН ДУЧИЋ”
- 2011 - КЊИЖЕВНА ЗАЈЕДНИЦА ЈУГОСЛАВИЈЕ, БЕОГРАД

НАГРАДА  „СТЕВАН СРЕДОЈЕВИЋ ПОЛИМСКИ“ ЗА НАЈБОЉИ  РУКОПИС ЗА ЗБИРКУ ПЕСАМА ЗА ДЕЦУ „СТВАРЧУГЕЛА И ОСТАЛЕ СТВАРИ“ 
- 2008 - КЊИЖЕВНИ КЛУБ „ИВО АНДРИЋ“, ЗЕМУН

ДРУГО МЕСТО НА ГОДИШЊЕМ КОНКУРСУ ЗА ПОЕЗИЈУ
- 2004 - БАРАЈЕВО

ДРУГА НАГРАДА, СРЕБРНИ ПЕЧАТ ЗА ПОЕЗИЈУ, К.К. ЈОВАН ДУЧИЋ
- 2003 - КЊИЖЕВНИ КЛУБ „ИВО АНДРИЋ“ ИЗ ЗЕМУНА

ДРУГА НАГРАДА НА КОНКУРСУ ЗА ПОЕЗИЈУ ЗА ДЕЦУ
- 2003 - СУБОТИЦА

ПОВЕЉА 14. ЈУ ПОЕТСКОГ ФЕСТИВАЛА ЗА ЦИКЛУС ПЕСАМА „СЕЈАЧ“